# Karl Sömmer
Karl Sömmer (geboren am 27. Januar 1885 in Kassel; gestorben am 13. Januar 1974 ebenda) war ein volkstümlicher Kasseler Mundartdichter.

## Leben
Karl Sömmer wurde am in Kassel am Wesertor, in der Schützenstraße geboren. Er lernte Schlosser, war schließlich Werkmeister und zuletzt Buchhaltungsangestellter bei der Firma Henschel & Sohn, im Kasseler Volksmund auch „Henschelei“ genannt.
Bis ins hohe Alter lebte er im eigenen Häuschen im Stadtteil Jungfernkopf. Die letzten Lebensjahre verbrachte er bei seiner Tochter in Lohfelden.

## Werk
Karl Sömmer verfasste zahlreiche Gedichte in Kasseler Mundart. Sein bekanntestes Gedicht heißt „s'Kraachenknöbbchen“ (das Kragenknöpfchen).
Gemeinsam mit anderen Werken (Die ahle Wurscht, Die Nudelsuppe, Das Lied vom Kasseler Zissel etc.) brachte er es Anfang der 1920er Jahre im Selbstverlag als Buch heraus. Nach Ende des Zweiten Weltkrieges wurde das Werk zum dritten Mal neu aufgelegt.
Als Volkspoet arbeitete er auch in späteren Jahren unermüdlich weiter. 1965 erschienen weitere Gedichte in der „Kasseläner Klassik“.

## Vertonung
Die Kasseler Kreissparkasse brachte Ende der 1960er Jahre eine Schallplatte mit Kasseler Mundart unter dem Titel "Als Kassel noch 'n ahles Nest" heraus. Der Tonträger war im Handel nicht zu erwerben, stattdessen gab die Bank die Platte als Weihnachtsgabe an ausgewählte Kunden ab. Auf der A-Seite der Platte wird das Gedicht  „s'Kraachenknöbbchen“ von der Sprecherin  Änne Budig vorgetragen.

## Rezeption
„Die Kragenknöpfchen sterben langsam aus; dafür sorgt eine bequemer werdende Herrenmode. Aber ‚D's Kraachenknöbbchen‘ lebt, von alten und jungen Kasselänern gleich herzlich geliebt, seit Jahr und Tag frisch-fröhlich weiter. Es hat wohl schon Unsterblichkeit erlangt.“

## Ehrungen
Nach Karl Sömmer wurde eine Straße im Kasseler Stadtteil Harleshausen benannt.